# Rafa Mir
Rafael (Rafa) Mir Vicente (Cartagena, 18 juni 1997) is een Spaans voetballer die doorgaans als centrumspits speelt. Hij verruilde Wolverhampton Wanderers in de zomer van 2021 voor Sevilla FC. 

## Clubcarrière
Rafa Mir speelde in de jeugd voor Valencia CF. Hij debuteerde op 1 maart 2015 in Valencia B, tegen CE L'Hospitalet. Rafa Mir maakte op 24 november 2015 zijn debuut in het eerste elftal, in een wedstrijd in de UEFA Champions League uit tegen Zenit Sint-Petersburg. Coach Nuno gunde hem een basisplaats. Na 56 minuten werd hij vervangen door Santi Mina. Valencia verloor met 2–0.
Na diverse huurperiodes maakte Mir op 20 augustus 2021 de overstap naar Sevilla FC. Voor deze overstap werd zo’n €16.000.000 betaald aan Wolverhampton Wanderers. Medio 2024 keerde de aanvaller op huurbasis terug bij Valencia CF.

## Persoonlijk
Op 3 september 2024 werd Mir door de politie gearresteerd op verdenking van seksueel misbruik. Op 9 september 2024 werd Mir door Valencia uit de selectie gezet. Op 4 december 2024 zat hij voor het eerst sinds augustus weer bij de wedstrijdselectie van Valencia. De spits maakte zijn rentree in een bekerwedstrijd tegen SD Ejea.

## Erelijst
| Competitie              | Aantal                  | Jaren                   |
| Wolverhampton Wanderers | Wolverhampton Wanderers | Wolverhampton Wanderers |
| ----------------------- | ----------------------- | ----------------------- |
| EFL Championship        | 1x                      | 2017/18                 |
| Spanje –21              |                         |                         |
| EK onder 21             | 1x                      | 2019                    |
| SD Huesca               |                         |                         |
| Segunda División A      | 1x                      | 2019/20                 |
| Spaans Olympisch Team   |                         |                         |
| Olympische Zomerspelen  | 1x zilver               | 2021                    |
| Sevilla FC              |                         |                         |
| UEFA Europa League      | 1x                      | 2022/23                 |